# Els Diederen

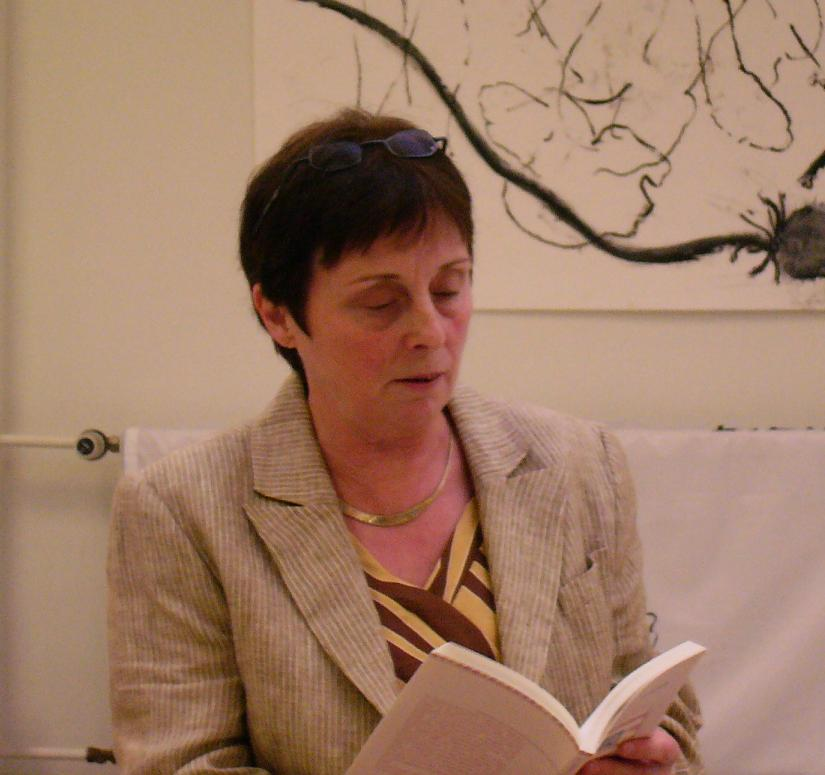
Els Diederen bij de presentatie van haar dichtbundel Sjakelt de zinne in 2006

Els Diederen (Valkenburg, 19 november 1946) is een Nederlandse docent, dichteres en schrijfster, die voornamelijk in het Valkenburgs (een dialect van het Limburgs) schrijft.

## Leven en werk
Ze begon te dichten in het Nederlands, maar in 1980 schakelde ze over op haar eigen plaatselijke dialect. Haar gedichten en artikelen verschenen in het Veldeke-orgaan van dialect-Vereniging Veldeke, in diverse andere regionale tijdschriften. Gedichten van haar staan in de series Veldeke-Literair en Platbook. Zij maakte ook een aantal vertalingen, waaronder van twee personages in het stripverhaal van Suske en Wiske De waerwouf van Ietselder, volksliedjes en tekst/dialectbewerkingen. Een van die bewerkingen was de dialectvertaling van het Limburgs volkslied, die in 1996 uitkwam.

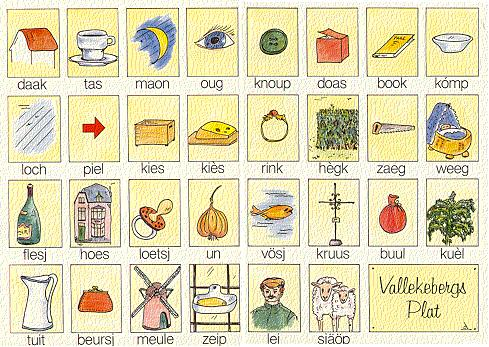
Valkenburgs leesplankje

In 1983 ontwierp zij het Valkenburgs leesplankje. In 2006 verscheen de dichtbundel Sjakelt de zinne (LiLiLi 52). In de serie Poëzie van het zuiden van L1-televisie werd in 2009 een aflevering over haar uitgezonden.
In 2013 publiceerde de Veldeke-krink-Valkeberg het tweetalige boek 'Valkebergs' van haar hand, waarin het Valkenburgs dialect wordt beschreven. In 2012 was het Limburgs doeboek voor de jeugd  verschenen onder redactie van Riky Simons-Julicher en anderen met foto's en illustraties van Els Diederen e.a.

## Publicaties, een selectie
- Sjakelt de zinne : gediechte, Maastricht : Stichting LiLiLi, 2006. Limburgse literaire lies ; nr. 52. Teksten in Valkenburgs dialect.
- Valkebergs : Suubs, Vilts, Bergs, Sjins, Walems, Geulems, Houtems, Hölsbergs. Valkenburg aan de Geul : Veldeke-Krink-Valkeberg, 2013.

- Digitale Bibliotheek voor de Nederlandse Letteren: died010
- Gemeinsame Normdatei: 173931847
- International Standard Name Identifier: 0000 0003 5659 0612
- Nederlandse Thesaurus van Auteursnamen: 114771030
- Virtual International Authority File: 189897298
- WorldCat: E39PBJx8yGDf3ktghq8t8YXcfq